# 櫛笥隆望
櫛笥 隆望（くしげ たかもち、享保10年1月16日（1725年2月28日） - 寛政7年1月24日（1795年3月14日））は、江戸時代後期の公卿。正二位権大納言。六条房忠の子で櫛笥隆成の養子。妻は櫛笥隆兼の娘。婿養子に櫛笥隆久がいる。『公卿補任』では六条房忠の弟の六条有藤の次男とされているが、房忠が病気で籠居した後に誕生したため、家督を継いでいた有藤の次男（長男は既に生まれていた）として届け出たのだという（『六条家譜』）。

## 経歴
養父の櫛笥隆成は鷲尾隆尹の子で、中御門天皇の母方の祖父の櫛笥隆賀の養子となっていたが、その後隆賀に実子の櫛笥隆兼と八条隆英が生まれたために隆兼に家督を譲った。ところが、元文2年（1737年）に9月10日隆兼が死去し、その5日後にその嫡男の櫛笥隆秀が16歳で急死する。そのため、八条隆英の実子である櫛笥隆周を隆成の養子ということにして家督を継がせたが、その隆周も元文3年（1738年）8月26日に17歳で病死した。このため、隆成は元文5年（1740年）になって新しい後継者として16歳になる隆望を新たな養子に迎えて隆兼の娘を娶せたのである。長く六条家の部屋住みであったために元服も済ませておらず、急遽3つ年下の近衛内前が加冠を行う事態となった。同年叙爵を受けると、元文9年（1744年）に侍従に任ぜられる。その後、右近衛権少将、左近衛権中将を歴任する。宝暦12年（1762年）蔵人頭に任じられて正四位上に叙される。明和元年（1764年）には参議兼左衛門督に任じられ、明和2年（1765年）に従三位になり、同年議奏に就任。明和4年（1767年）には権中納言に任じられ、明和6年（1769年）に正三位に叙され、安永元年（1772年）に従二位に叙され、権中納言を辞任する。安永4年（1775年）に正二位権大納言に任じられ、安永6年（1777年）に権大納言を辞任した。安永7年（1778年）に近衛内前の関白辞任に合わせて議奏を辞任した。

## 櫛笥隆望の蔵人頭就任を巡る逸話
宝暦12年（1762年）の元日、朝廷で一つの事件が発生した。蔵人頭（頭中将）である松木宗済（後の宗美）が天皇が大床子で食事を取る大床子御膳の儀で蔵人頭が行う配膳と下膳の両方でミスを重ねて桃園天皇の怒りを買ってしまった。宗済はその後に行われる予定の小朝拝と元日節会の奉行でもあったが、その間に行われた関白家（当時の関白は近衛内前）での拝礼の際にも衣装の誤りを指摘され、着替えを口実に帰宅をして、そのまま「所労」と称して全ての役目を放棄して自宅に引き籠もってしまったのである。これを重く見た前関白一条道香の計らいで従三位に昇進させる代わりにそれを理由として蔵人頭を辞めさせられて非参議となった。
1月28日の松木宗済の蔵人頭辞任（従三位叙位）に伴って後任希望者に申文の提出（蔵人→天皇）が認められたが、これに応じたのが今城定興・正親町公功・中御門俊臣、そして櫛笥隆望の4人であった。ただし、中御門俊臣は神宮弁として伊勢神宮の遷宮に関する儀式を優先すべきとの判断から最終的に申文の提出を取りやめたため、実際に申文を提出した3人による争いとなった。当時の朝廷の人事制度では天皇が申文を見て、蔵人を関白以外の勅問衆（実質は摂家が独占している）に派遣して諮問を行い、その回答を受け後で改めて天皇が関白と勅問衆を集めて協議を行い、その最終決定を元に人事を確定させることになっていた。今回は今城定興は3人の中では一番上首（上位者）であったが、先例における就任年齢が問題視されて次回以降の候補とされた。今城定興は31歳であったが今城家には31歳以下で蔵人頭に任命された先例がないことが問題にされたのである。また、櫛笥隆望は38歳で櫛笥家では義父の隆兼が29歳で蔵人頭に任じられ、養父の隆兼も42歳と遅いながらも蔵人頭に任じられているので先例としては問題は無いが新家であることが不利とされた。前述の今城定興の年齢問題も元を辿れば、今城家も櫛笥家と同じく新家であったために全体的に就任年齢が遅かったことが響いている。これに対して、正親町公功はまだ19歳ではあったが、正親町家は過去に13名も蔵人頭を輩出した旧家で、そのうち5名が19歳以下で任じられていることから最有力とみられ、更に前関白の一条道香も強く公功を推挙して、同じ摂家の九条尚実や武家伝奏の姉小路公文にも公功の推挙を働きかけていた。しかし、2月1日になって桃園天皇は隆望を蔵人頭に任じた。当時の公家日記を総合すると、桃園天皇は初めのうちは公功を後任として考えていたが、関白の近衛内前が隆望が近習小番として皆勤していることや年齢的に次の機会があるかどうか分からないと説得したことで天皇が判断を変え、九条や姉小路も一番相応しいのは公功であるとしつつも、隆望の任命にも道理があるとして反対しなかった。現役の関白の発言力の大きさもあるものの、宝暦事件による混乱の中で家柄と天皇との関係で選ばれた蔵人頭（松木宗済）が失態を犯して失脚するという状況において、天皇を含めた朝廷の上層部は家柄的にも先例的にも正親町公功の方が相応しいと誰もが認めつつも19歳の彼ではなく、公家社会における経験が長く勤勉な38歳の隆望が選択されたのである。

## 系譜
- 父：六条房忠または六条有藤
- 母：不詳
- 養父：櫛笥隆成
- 妻：櫛笥隆兼の娘
- 生母不明の子女
  - 女子：櫛笥隆久室
- 養子
  - 男子：櫛笥隆久